# Villafranca de Córdoba
Villafranca de Córdoba é um município da Espanha na província de Córdova, comunidade autónoma da Andaluzia. Tem 58 km² de área e em 2021 tinha 4 897 habitantes (densidade: 84,4 hab./km²).

## Demografia
| Variação demográfica do município entre 1991 e 2004 | Variação demográfica do município entre 1991 e 2004 | Variação demográfica do município entre 1991 e 2004 | Variação demográfica do município entre 1991 e 2004 |
| --------------------------------------------------- | --------------------------------------------------- | --------------------------------------------------- | --------------------------------------------------- |
| 1991                                                | 1996                                                | 2001                                                | 2004                                                |
| 3594                                                | 3777                                                | 3703                                                | 3758                                                |